# Scorzonera ketzkhowelii
Scorzonera ketzkhowelii là một loài thực vật có hoa trong họ Cúc. Loài này được Sosn. ex Grossh. miêu tả khoa học đầu tiên năm 1934.